# Conospermum taxifolium
Espèce
Conospermum taxifolium est une espèce de buissons de la famille des Proteaceae, endémique de l'est de l'Australie, décrit pour la première fois par Karl Friedrich von Gaertner en 1807.

## Liste des variétés
Selon Tropicos (6 août 2014) (Attention liste brute contenant possiblement des synonymes) :
- variété Conospermum taxifolium var. brownii Meisn.
- variété Conospermum taxifolium var. hookeri Meisn.
- variété Conospermum taxifolium var. lanceolatum (R. Br.) Benth.
- variété Conospermum taxifolium var. lavandulifolium (A. Cunn. ex Meisn.) Domin
- variété Conospermum taxifolium var. leianthum Benth.
- variété Conospermum taxifolium var. linifolium (A. Cunn. ex Meisn.) Benth.
- variété Conospermum taxifolium var. smithii (Sm.) Meisn.